# Mosteiro de Santa Clara-a-Velha
O Mosteiro de Santa Clara de Coimbra, popularmente conhecido como Convento de Santa Clara-a-Velha, localiza-se na margem esquerda do rio Mondego,  freguesia de Santa Clara e Castelo Viegas, na cidade, município e distrito de Coimbra, em Portugal.
Representa um momento de experimentação do estilo gótico no país. A sua fundação, em fins do século XIII, inscreve-se numa conjuntura de gradual influência e aceitação da Ordem dos Frades Menores na Corte e na sociedade portuguesa em geral.
Está classificado como Monumento Nacional por Decreto de 16 de Junho de 1910.

## História

### Antecedentes: o convento de D. Mor Dias

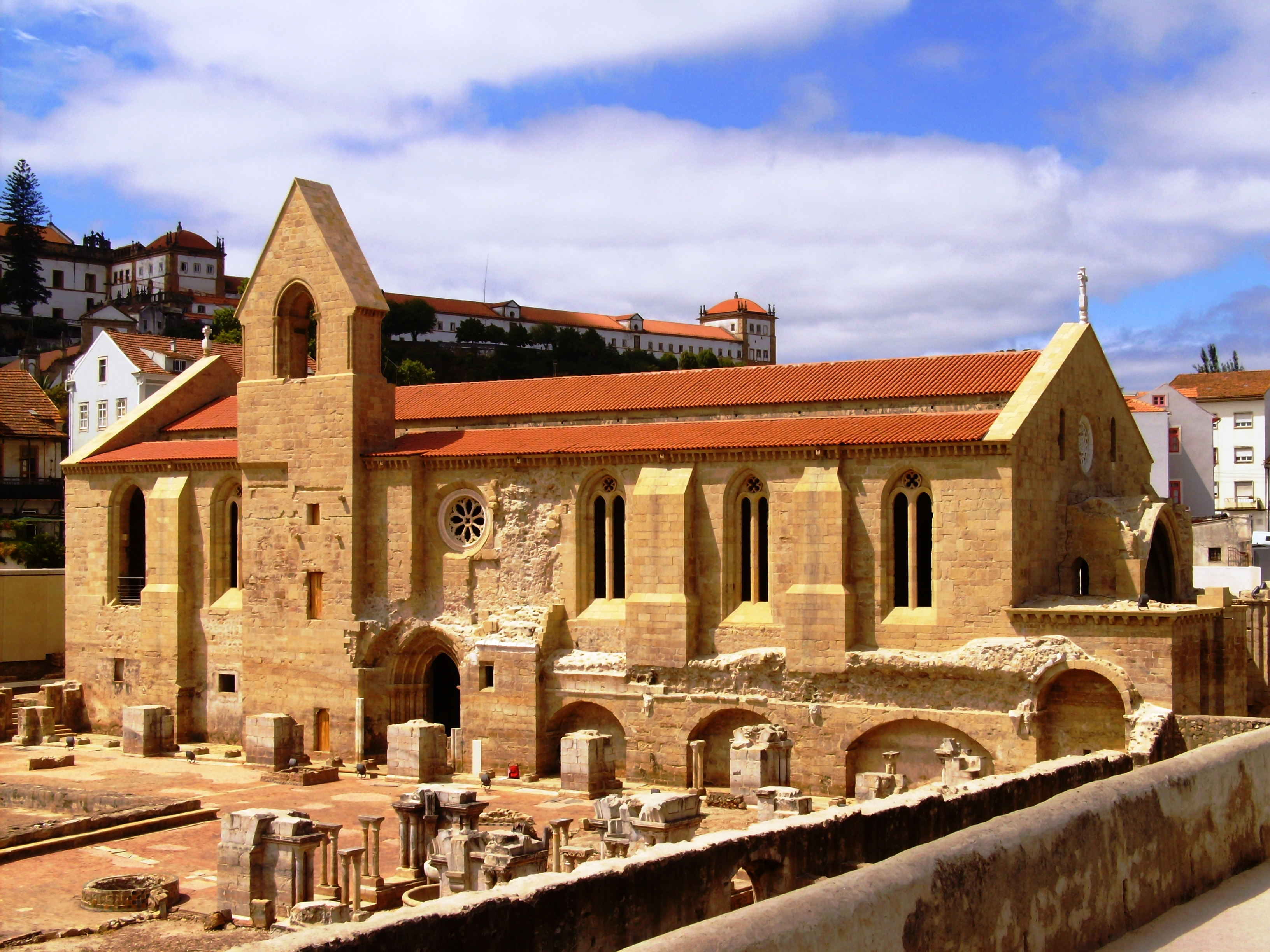
Mosteiro de Santa Clara-a-Velha, Coimbra: em último plano o Mosteiro de Santa Clara-a-Nova no Monte da Esperança.

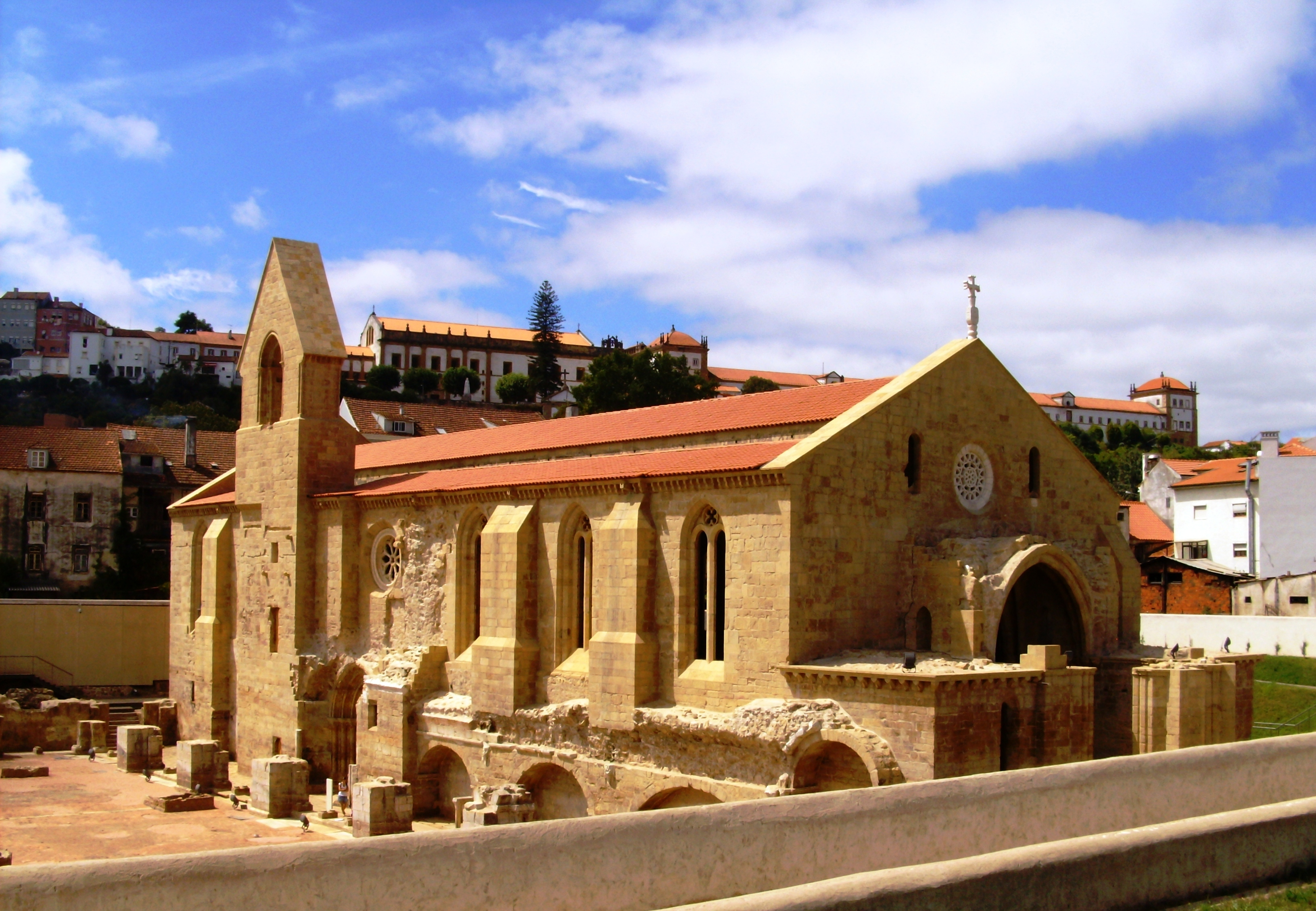
Mosteiro de Santa Clara-a-Velha: igreja.

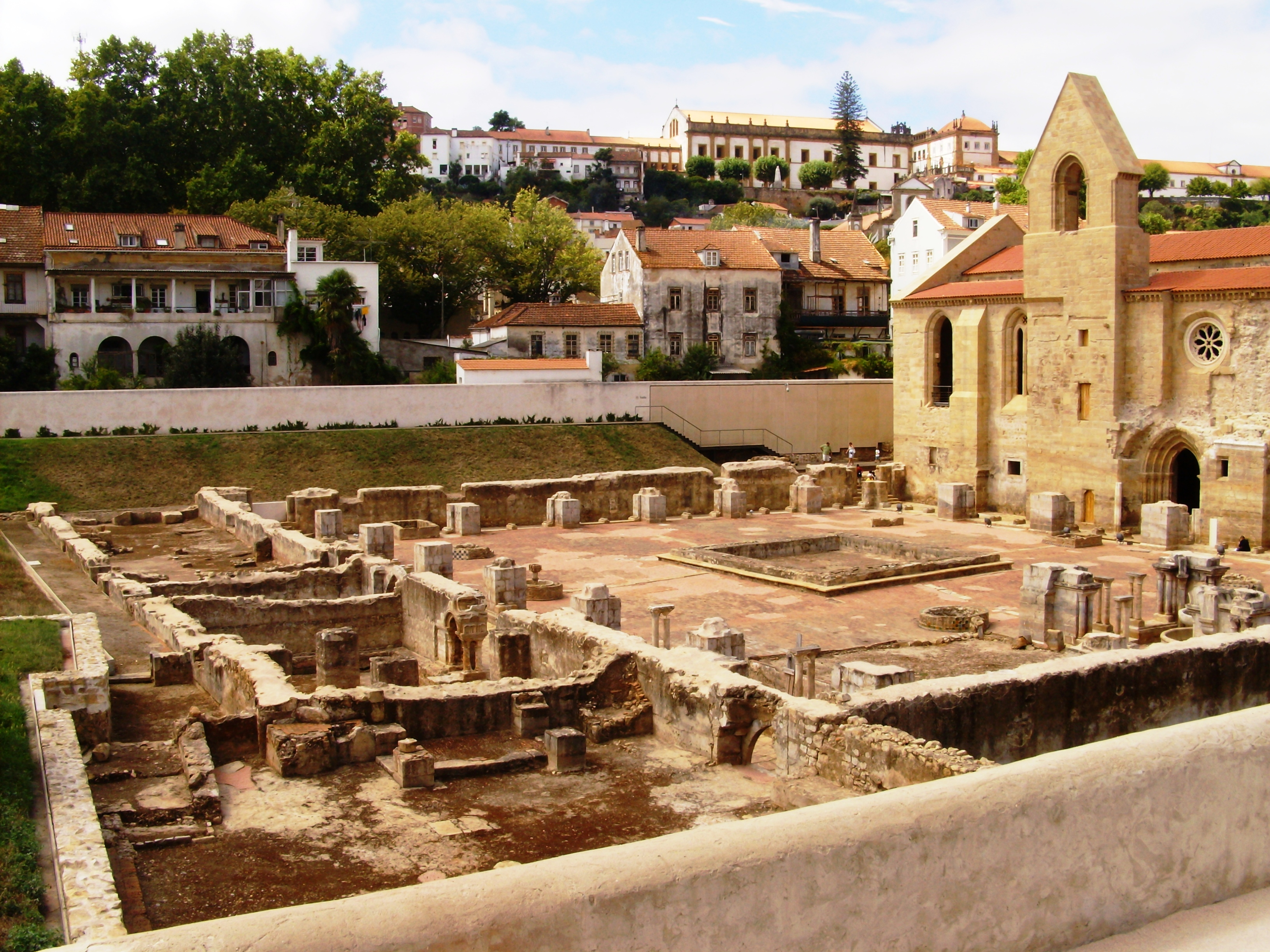
Mosteiro de Santa Clara-a-Velha: ruínas do antigo claustro.

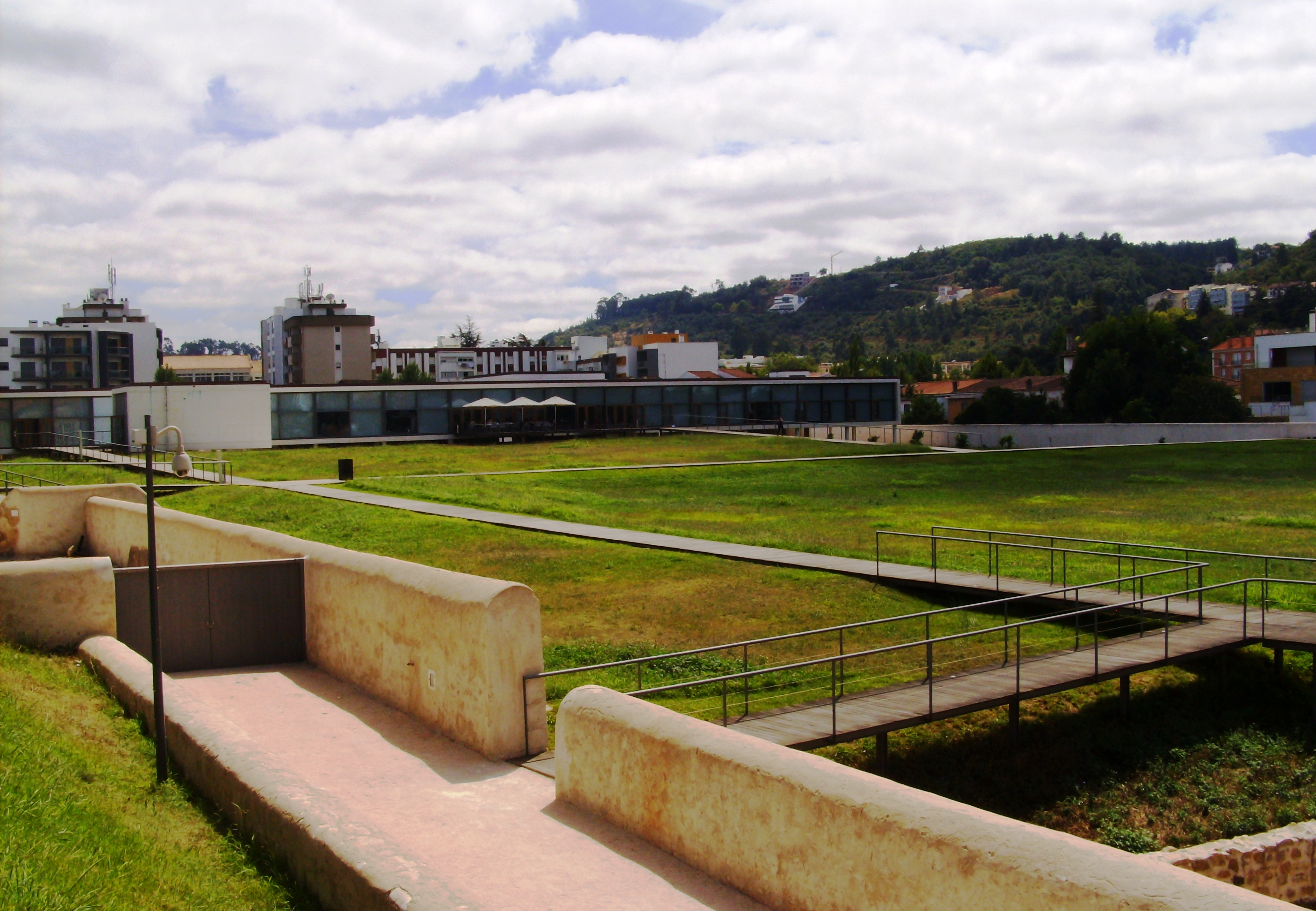
Mosteiro de Santa Clara-a-Velha: Centro de Interpretação.

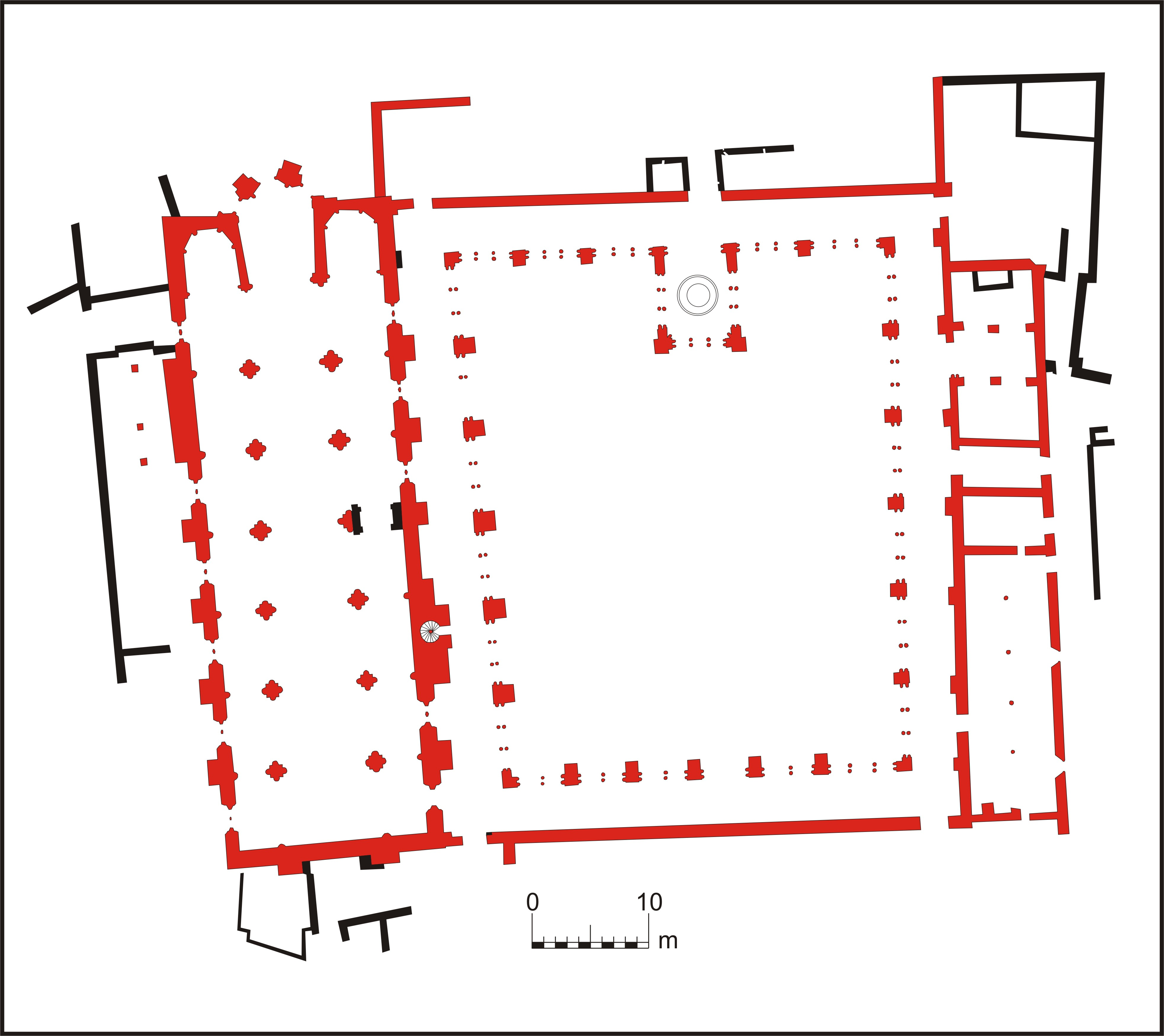
Mosteiro de Santa Clara-a-Velha: planta.

O apelo da forma de vida proposta por Santa Clara levou Dona Mor Dias, dama nobre de Coimbra, filha de D. Vicente Dias, sobrejuiz de Afonso III de Portugal e alcaide-mor de Coimbra, e de D. Boa Peres, neta do chanceler Julião Pais, a fundar uma casa de Clarissas.
Embora desde 1278 empreendesse esforços para a instituição da sua casa de Clarissas, encontrava-se recolhida desde 1250 no Convento de São João das Donas, então dependente do Mosteiro de Santa Cruz de Coimbra.
Em 13 de Abril de 1283 obteve a licença para construir um mosteiro dedicado a Santa Clara e a Santa Isabel da Hungria, cuja primeira pedra foi lançada a 28 de Abril de 1286, perto do convento franciscano que anteriormente se instalara (1247), na margem esquerda do rio Mondego.
Entretanto, devido aos recursos (bens e rendimentos) com que dotou o novo convento, os religiosos de Santa Cruz opuseram-se veementemente à obra, sob o argumento de que D. Mor era soror professa de Santa Cruz e, por isso, dele dependente no espiritual e temporal. Não obstante a oposição, D. Mor Dias levou consigo algumas religiosas de São João das Donas, e a contenda assim aberta perdurou por cerca de trinta anos.
Em 1302, com o falecimento da fundadora, esta legou ao novo convento os seus bens e rendimentos. A contenda, entretanto, prosseguiu, vindo a culminar na extinção do mesmo em 2 de Dezembro de 1311.

### A segunda fundação: o convento da Rainha Santa
Desde 1307, porém, Santa Isabel de Aragão, Rainha de Portugal interessara-se pelo mesmo, empenhando-se na mediação do conflito que logrou encerrar em 1319. Nesse interim, alcançou do papa Clemente V, a 10 de Abril de 1314, a autorização para a refundação do Mosteiro. A partir de então dedicou muito do seu tempo e do seu património ao engrandecimento do mesmo.
Em 1316 iniciam-se as obras da segunda construção, custeada pela rainha, que determinou ainda edificar, junto ao Mosteiro, um hospital para trinta pobres (concluído em 1333) - com cemitério e capela -, e um Paço onde, em 1325, quando enviuvou, se recolheu. Em 1317 nele se instalam as primeiras freiras, vindas de Zamora.
O arquitecto-régio responsável pelas obras foi o mestre Domingos Domingues, que trabalhou igualmente no claustro do Mosteiro de Alcobaça. Tendo falecido em 1325, foi substituído pelo mestre Estevão Domingues. É sob a orientação deste que se concluem as obras da igreja e se inicia a construção dos claustros do Mosteiro de Santa Clara, entre 1326 e 1327. Os claustros eram abastecidos por um cano de água vindo da Quinta do Pombal (atual Quinta das Lágrimas).
Tendo D. Dinis de Portugal falecido em 1325, pouco depois da sua morte, D. Isabel recolheu-se ao Mosteiro, tomando o hábito das Clarissas mas não fazendo votos, o que lhe permitia manter a sua fortuna, que usava para a caridade. Fez o seu testamento em 1328, nele tendo deixado expressa a sua vontade em ser sepultada no Mosteiro, legando bens e recursos para a construção de uma capela, para as obras do convento, e para o mantimento das Donas. Viria a falecer em Estremoz, em 4 de Julho de 1336.

### A nova Igreja
A nova igreja foi consagrada em 1330, pelo então bispo de Coimbra, D. Raimundo Ebrard II (1325-1333). A sua traça, de aparência românica com grossos paramentos e contrafortes, respeita, em termos de planta e alçados, a disposição dos templos de Clarissas - três naves de sete tramos, sem transepto, e cabeceira com três capelas (as dos extremos quadrangulares; a capela-mor poligonal). A abside e os absidíolos apresentam interiormente a forma poligonal, característica do gótico.
Estêvão Domingues cobriu a nave central com uma abóbada de berço quebrado, sustentada por arcos torais de grande porte, desistindo, ao que parece, de a cobrir com cruzaria de ogivas. Entretanto, nas naves colaterais optou claramente por este sistema, apesar de grandes imperfeições técnicas a que não serão estranhas dificuldades de implantação do templo, que muito cedo se afundaria nos campos alagados às margens do Mondego. Apesar dessas dificuldades, o objectivo do mestre foi conseguido: o de construir um templo vertical (ainda que hoje o afundamento e o piso intermédio construído nos dificultem perceber as proporções esguias do conjunto), bem iluminado por frestas laterais de grande altura.
Foi invulgar, à época, a construção de três naves de altura idêntica, abobadadas em pedra, ao invés da cobertura de madeira, então usual pelas Ordens mendicantes, assim como a ausência de transepto, o que permitiu o maior alongamento do claustro.
A iluminação das naves é feita por duas rosáceas nos extremos da nave central e por janelas duplas, de grande altura, rasgadas nas paredes laterais.

### O abandono do conjunto
A vida do Mosteiro ficou marcada, ao longo dos séculos, por sucessivos alagamentos provocados pelas cheias do Mondego, o primeiro dos quais já em 1331, um ano após a consagração do templo, que anunciou uma difícil convivência com as águas. A solução encontrada ao longo dos séculos foi o sucessivo alteamento do piso térreo até que, no século XVII as religiosas se viram forçadas a construir um piso superior ao longo do templo e a desocupar o inferior, o que sucedeu igualmente nas demais dependências do Mosteiro. No entanto, a deterioração das condições de habitabilidade levaram à construção, por iniciativa de D. João IV de Portugal, de um novo edifício no vizinho Monte da Esperança - o Mosteiro de Santa Clara-a-Nova.
Abandonado definitivamente pela comunidade de religiosas em 1677, o antigo mosteiro passou a ser conhecido como Santa Clara-a-Velha.
Após o abandono, o mosteiro e o seu entorno deram lugar a uma exploração agrícola, passando a parte superior do convento a ser utilizada como habitação, palheiro e currais.

## Intervenções contemporâneas
No início do século XX, foi sujeito a extensa campanha de obras de restauro por iniciativa da DGEMN a partir da década de 1930. Ainda assim, o conjunto continuou a ser vítima das águas do rio. Nesse espaço desocupado, imerso nos sedimentos que apenas deixavam visível a parte superior da igreja, criou-se uma imagem de ruína aureolada de romantismo, que se manteve até à década de 1990.
Em 1991 foi iniciado um ambicioso projecto de recuperação e valorização do seu sítio, com orçamento na ordem dos 7,5 milhões de Euros, sob a coordenação do Arqueólogo Artur Côrte-Real.
A campanha arqueológica estendeu-se entre 1995 e 2000, colocando a descoberto a parte inferior da igreja e o claustro, permitindo recolher um espólio significativo, testemunho material do passado conventual. Decidida a manutenção a seco do perímetro escavado (1977), foi construída uma cortina de contenção periférica das águas, primeiro passo para a reabilitação do sítio. Ficou ainda incluída uma importante área de reserva arqueológica, compreendendo o segundo claustro e dependências anexas, dormitório e refeitório, a serem pesquisados no futuro.
Em 2001 lançou-se um concurso internacional para a recuperação do monumento, vencido pelo Atelier 15, com projeto a cargo dos arquitetos Alexandre Alves Costa, Luís Urbano e Sérgio Fernandez.

## O Centro Interpretativo
O projeto de valorização do antigo Mosteiro, lançado em 2004 compreendeu a construção de um edifício destinado a albergar o Centro Interpretativo. Concluído em 2008, foi aberto ao público a 18 de Abril de 2009.
O mosteiro acolheu durante muito tempo as freiras clarissas, que viviam em clausura. Essas religiosas deixaram um importante espólio de porcelanas e faianças, Rosários, anéis e muitos outros objectos que permitem reconstruir o seu dia-a-dia, patente numa exposição instalada no centro interpretativo, que acolhe "a história do sítio".
Este novo centro consiste num edifício de mil metros quadrados, com funções museológicas, dotado de um auditório, salas de exposições, uma loja e uma cafetaria.
A intervenção custou cerca de 16 milhões de euros (seis milhões dos quais no sistema de contenção de águas).
O Mosteiro de Santa Clara-a-Velha foi contemplado com o prémio Europa Nostra 2010, um dos mais importante galardões europeus.

### Inundações
Em 11 de janeiro de 2016 as águas do Mondego voltaram a inundar o mosteiro, inclusive causando perdas de equipamentos no Centro Interpretativo, e de documentos.
A EDP deu ordem para abrir as comportas da barragem da Aguieira devido às fortes chuvas que caíram na região, mas este procedimento não foi o mais correto, pois a abertura das comportas poderia ter sido feita de forma gradual.
Os danos provocados pelas cheias, em que o nível da água chegou a atingir os cinco metros, estimam-se entre 450 mil a 600 mil euros.
O Mosteiro voltou em 13 de fevereiro de 2016 a ser inundado pelas águas do Mondego. Os acessos ao mosteiro e parte do edifício gótico foram invadidos por águas com cerca de metro e meio de altura.
Em 2020 iniciaram-se as obras de recuperação, permanecendo fechado até Julho de 2023.